# Brewe

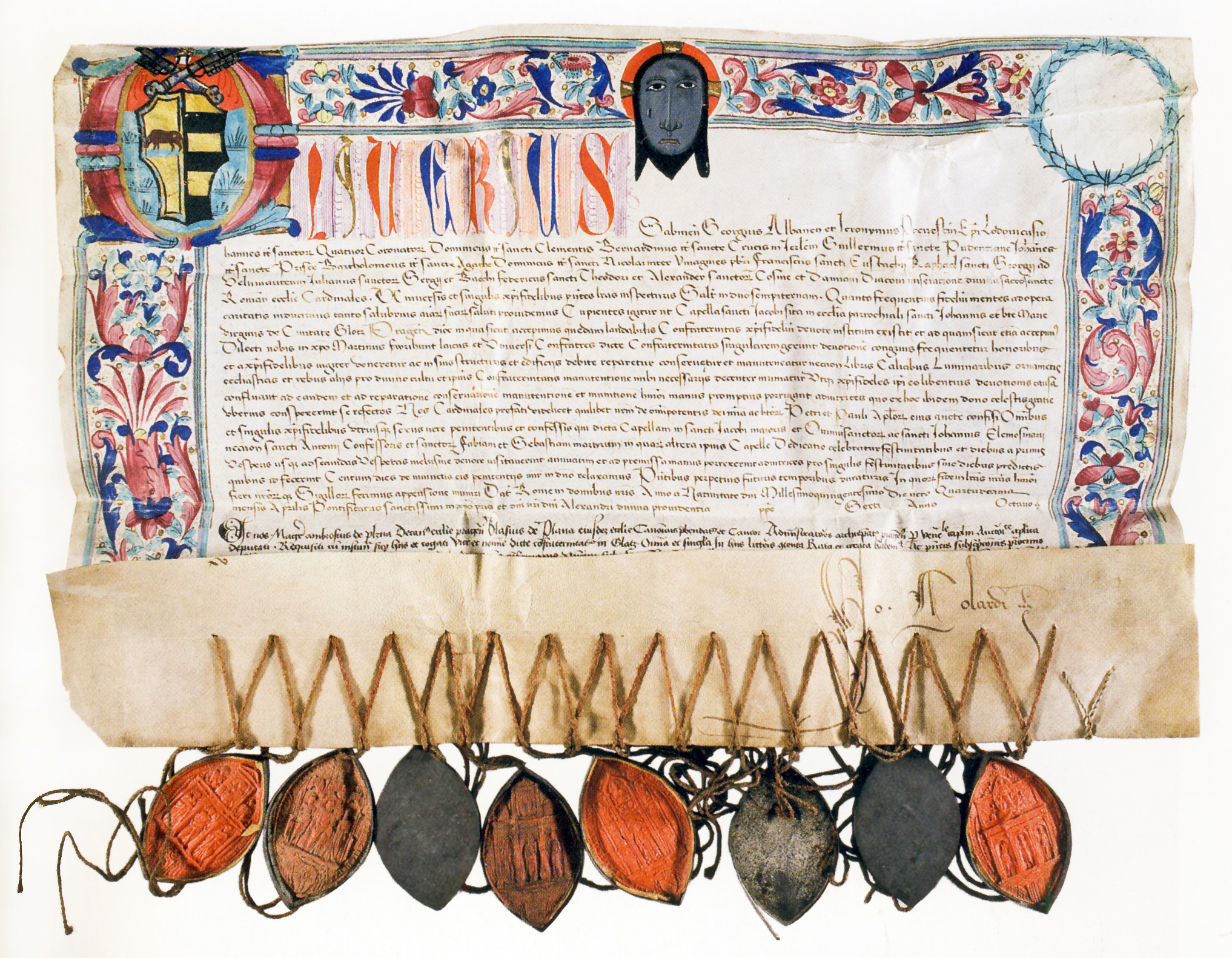
Brewe Aleksandra VI

Brewe (także breve, z łac. breve – krótkie pismo) – urzędowe pismo (dekret) papieskie dotyczące spraw mniejszej wagi. W odróżnieniu od bulli ma mniej uroczysty charakter, jest pisane zwykłą łaciną na cienkim pergaminie i opatrzone czerwoną woskową pieczęcią papieską, którą jest odciśnięty Pierścień Rybaka.
Brewe zaczyna się od tytułu, którego pierwszym elementem jest imię papieża wraz z liczbą porządkową. W tytule brewe brak jest zwrotu Servus servorum Dei (z łac. Sługa sług Bożych), który znajduje się w tytule bulli. Po imieniu papieża następuje zwrot Ad perpetuam rei memoriam (z łac. Na wieczną rzeczy pamiątkę). Dalej zaczyna się już właściwy tekst. W formie brewe wydawane są na ogół pisma apostolskie.
Brewe może dotyczyć np. regulacji dot. żywności dozwolonej do spożywania podczas postu (czego przykładem jest kilkadziesiąt brewe regulujących picie czekolady) czy też uznania kogoś za błogosławionego (np. brewe Klemensa VIII uznające Stanisława Kostkę za błogosławionego).